# Jœuf
Jœuf ist eine französische Gemeinde mit 6509 Einwohnern (Stand 1. Januar 2022) im Département Meurthe-et-Moselle in der Region Grand Est (bis 2015 Lothringen). Sie gehört zum Arrondissement Val-de-Briey und ist Mitglied im Gemeindeverband Communauté de communes Orne Lorraine Confluences. Das Bureau centralisateur des Kantons Pays de Briey befindet sich in Jœuf. Die Bewohner werden Joviciens und Joviciennes genannt.
Die Gemeinde erhielt 2023 die Auszeichnung „Zwei Blumen“, die vom Conseil national des villes et villages fleuris (CNVVF) im Rahmen des jährlichen Wettbewerbs der blumengeschmückten Städte und Dörfer verliehen wird.

## Geografie
Jœuf liegt im nordlothringischen Erzbecken von Briey. Die Gemeinde befindet sich im Norden des Départements an der Grenze zum benachbarten Département Moselle an einer Flussschlinge der Orne, etwa 20 Kilometer nordwestlich von Metz.
Umgeben wird Jœuf von den drei Nachbargemeinden:
|           | Val de Briey                                |                                           |
|           | Kompassrose, die auf Nachbargemeinden zeigt |                                           |
| Homécourt |                                             | Montois-la-Montagne (Département Moselle) |

Der Bahnhof Jœuf liegt an der Bahnstrecke Saint-Hilaire-au-Temple–Hagondange.

## Geschichte
Durch den Frankfurter Frieden wurde der Ort 1871 Grenzstadt zum Deutschen Reich. Aus dem von den Deutschen annektierten Teil Lothringens zogen viele Menschen nach Jœuf, dies und der gleichzeitig einsetzende Industrialisierungsboom sorgte dafür, dass sich die Einwohnerzahl innerhalb weniger Jahre vervielfachte. Der Niedergang des Bergbaus in der Region gegen Ende des 20. Jahrhunderts zeigt sich auch in der Einwohnerentwicklung der Kleinstadt: Lebten 1968 noch 12.305 Menschen in Jœuf, waren es 1999 nur noch 7454.

### Zentrum für überwachten Aufenthalt
Das Centre de séjour surveillé (CSS; Zentrum für überwachten Aufenthalt) in Joeuf existierte von Oktober 1944 bis März 1945. Es diente der Unterbringung von nach der Befreiung verhafteten Personen und befand sich in einem von den Deutschen errichteten, von Mauern und Stacheldraht umgebenen Lager, das aus vier großen Baracken (zwei Massiv- und zwei Holzbaracken) und einer Holzbaracke für das Wachpersonal bestand. 400 Plätze standen hier zur Verfügung, und für die neue Funktion des Lagers wurden eine Küche, ein Speisesaal sowie je eine Krankenstationen für Männer und Frauen geschaffen.
Mit dem Lager wurde die unter dem Vichy-Regime weit verbreitete Praxis der administrativen Internierung – Freiheitsentzug alleine auf der Basis von Verwaltungsentscheidungen ohne richterliche Überprüfung – fortgesetzt, jetzt aber gegenüber einer anderen Zielgruppe. Waren es in den Jahren zuvor vor allem Regimegegner, Wirtschaftsstraftäter, Juden, oder Ausländer, die aufgrund administrativer Entscheidungen verhaftet und eingekerkert wurden, richten sich die Maßnahmen nun vor allem gegen Kollaborateure oder Personen, die der Kollaboration verdächtigt wurden.
Das Lager in Joeuf war nicht als Ort für dauerhafte Unterbringungen konzipiert. Hier fand die Überprüfung der festgehaltenen Personen durch eine Kommission statt und dann deren Transit an andere Orte. Wie viele Menschen das Lager in Joeuf durchliefen, ist der Webseite der France Archives nicht zu entnehmen. Bei der Auflösung des Lagers wurden am 28. März 1945 wurden 104 Internierte in das Internierungslager Écrouves verlegt. Das Verwaltungspersonal blieb bis Ende Mai 1945, um die Verwaltungsauflösung durchzuführen und das Zentrum zu bewachen.

## Bevölkerungsentwicklung
| Jahr                       | 1962   | 1968   | 1975   | 1982 | 1990 | 1999 | 2007 | 2019 |
| Einwohner                  | 12.588 | 12.305 | 10.649 | 9016 | 7875 | 7454 | 6993 | 6570 |
| Quellen: Cassini und INSEE |        |        |        |      |      |      |      |      |

## Sehenswürdigkeiten
- Gallorömisches Hypogäum, seit 1875 als Monument historique klassifiziert
- Pfarrkirche L’Exaltation-de-la-Sainte-Croix (deutsch Erhöhung des heiligen Kreuzes) aus dem 19. Jahrhundert
- Pfarrkirche Notre-Dame-de-Franchepré in Génibois für die Bewohner der Arbeiterstadt der Hüttenfabriken, errichtet 1910

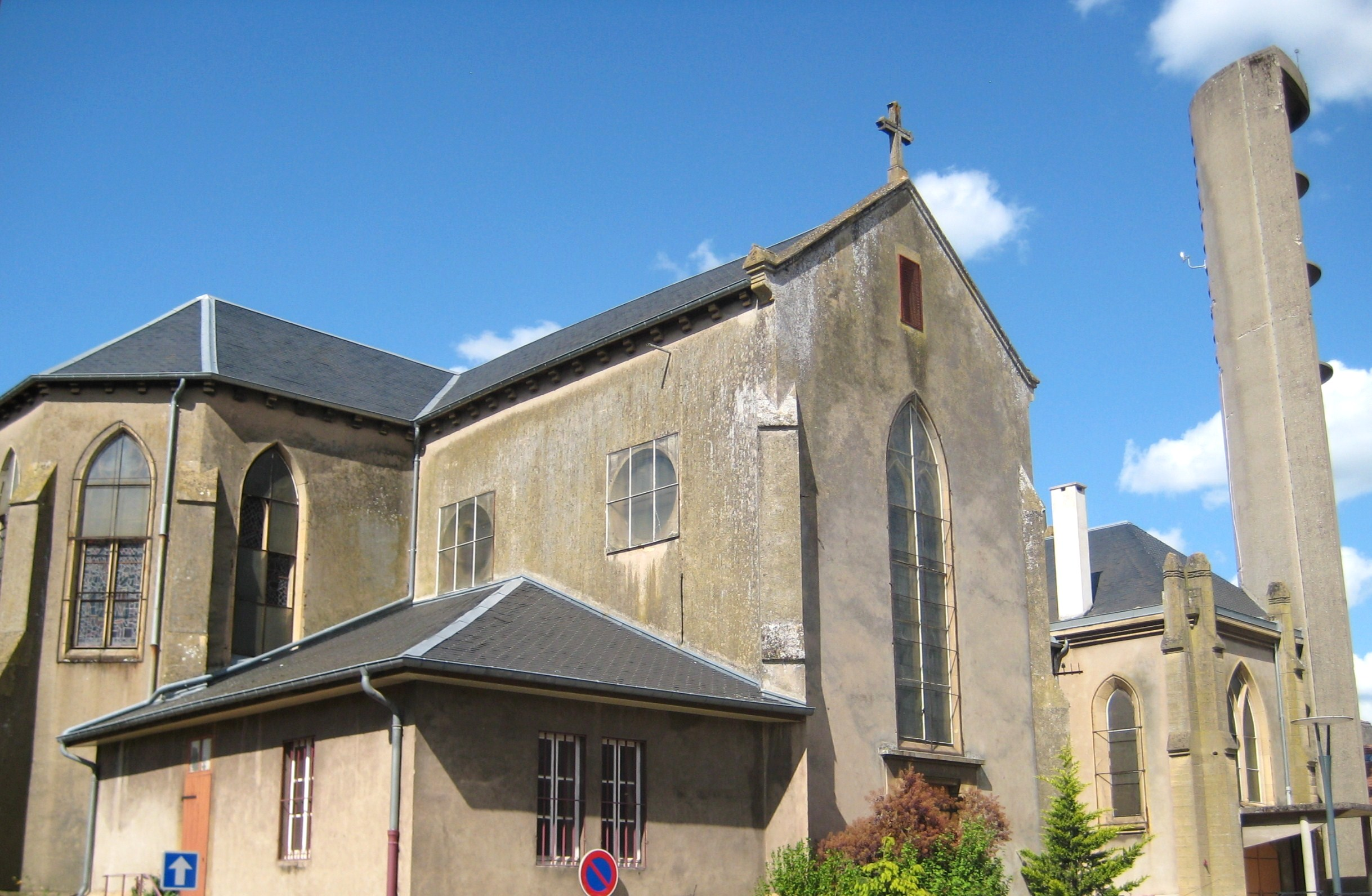
Pfarrkirche L’Exaltation-de-la-Sainte-Croix
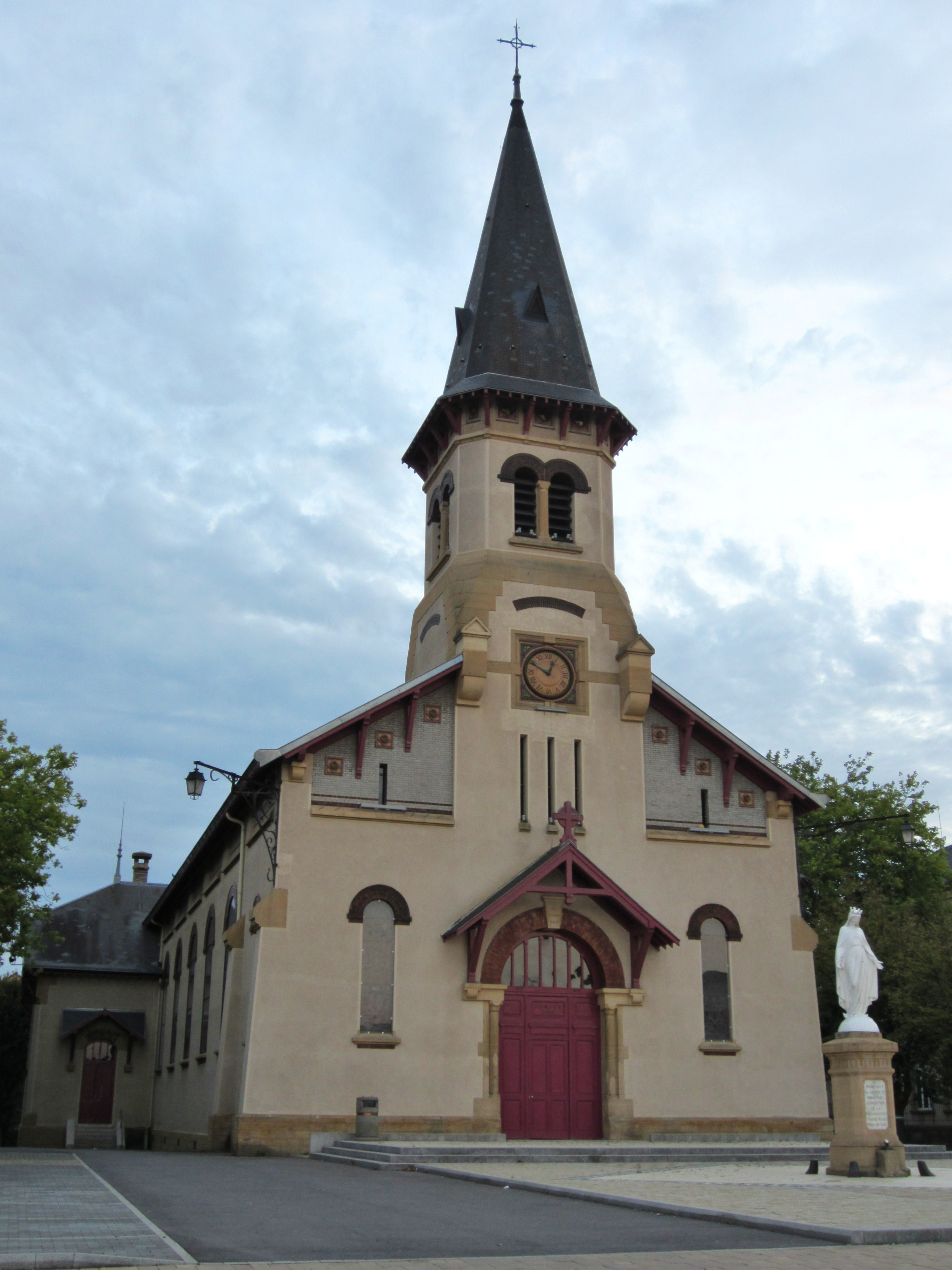
Pfarrkirche Notre-Dame-de-Franchepré

## In Jœuf geboren
- Michel Platini (* 1955), ehemaliger französischer Fußballspieler, -trainer und -funktionär
- Pierre Fritsch (1930–2005), französischer Feuilletonist und Schriftsteller